# 境港市立第二中学校
境港市立第二中学校（さかいみなとしりつ だいにちゅうがっこう）は、鳥取県境港市竹内町にある公立中学校。

## 概要

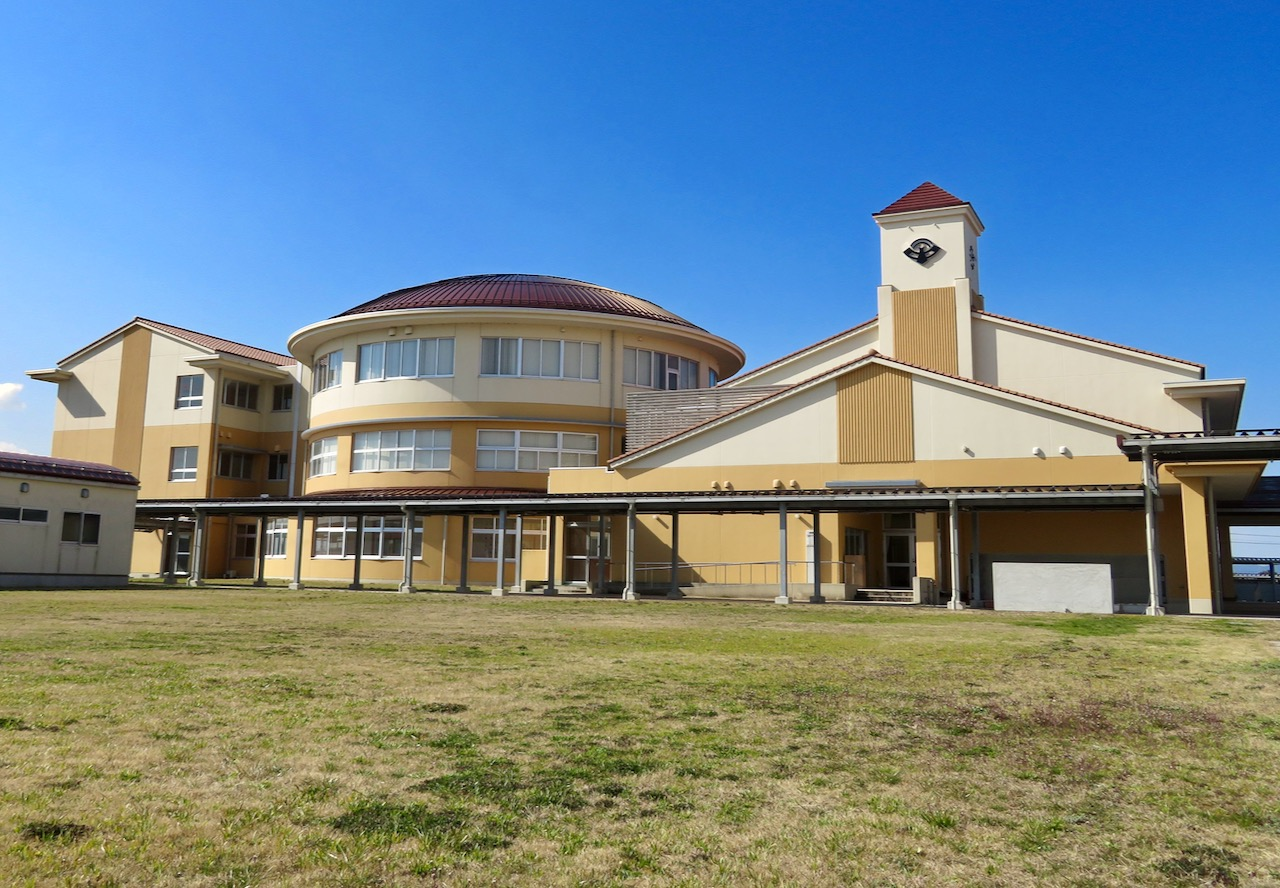
平成25年に完成した校舎には円形の建物がある。

校舎は旧渡中学校が立地していた場所にある。

## 沿革
- 1958年
  - 4月1日 - 渡中学校・誠道中学校を統合し、境港市立第二中学校と改称する。
  - 9月30日 - 外江中学校を統合し、外江校舎とする。
- 1959年3月15日 -  外江校舎を統合。
- 1962年3月9日 - 校歌制定。
- 1985年4月1日 - 渡小学校・外江小学校校区を境港市立第三中学校として分離。
- 2001年4月 - 自閉症・情緒障がい児学級を開設。
- 2007年11月25日 - 創立50周年の記念式典が行われる。
- 2013年9月21日 - 新校舎が完成。[3]  - 新校舎の中心に位置する円形の建物の中には図書館とランチルームがある。

## 校区
- 境港市立余子小学校
- 境港市立中浜小学校

## 出身者
- 宮川大助（漫才師）
- 木下桂（サッカー選手 指導者）：境港市立第三中学校分離に伴い途中転出
- みょーちゃん（お笑い芸人）